# Bowe Becker
Bowe Becker (Estados Unidos, 7 de julho de 1997) é um nadador norte-americano. Bowe competiu nos Jogos Olímpicos de Verão de 2020 e garantiu uma medalha de ouro para o país na modalidade de revezamento 4x100 m livre masculino.